# Thryptomene naviculata
Thryptomene naviculata är en myrtenväxtart som beskrevs av John William Green. Thryptomene naviculata ingår i släktet Thryptomene och familjen myrtenväxter. Inga underarter finns listade i Catalogue of Life.